# Серафіно

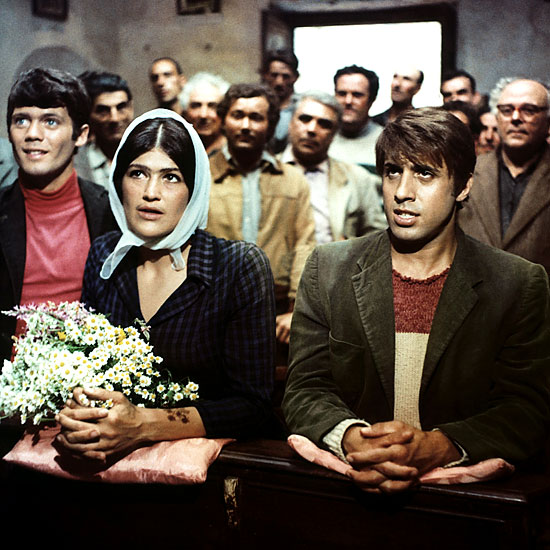
Весілля Азмари (Франческа Романа Колуцці) і Серафіно (Адріано Челентано), кадр з фільму «Серафіно» (1968)

«Серафіно» (італ. Serafino) — італійська комедія режисера П'єтро Джермі. Фільм вийшов 17 грудня 1968 року з Адріано Челентано в головній ролі.

## Сюжет
Серафіно (Адріано Челентано) молодий і неписьменний пастух, що живе серед буколічної пишності гір. Він абсолютно самотній, якщо не вважати старої тітоньки Джезуїни і далеких родичів з родини дядька Адженноре — заможних селян, у яких він підробляє пастухом. Він має добре серце, яке він приховує під маскою жартуна і гульвіси, і скрашує своє життя частими любовними вилазками до села.
Серафіно призивають до війська і, попри всі його зусилля, відкрутитися від служби йому не вдається. Однак життя у великому місті, до якого він ніяк не може звикнути, та обов'язки військового, йому дуже не подобаються і своїми діями він доводить до сказу як старший, так і молодший командний склад частини. Тому офіцери капітулюють, і за результатами позачергового медичного огляду Серафіно звільняють від служби.
У селі несподівано помирає тітка Джезуїна і залишає йому трохи грошей і майна. Одержавши спадщину, Серафіно роздає гроші односельцям, спускає з укосу автомобіль, приводить у будинок нерозважливу наречену — легковажну жінку з безліччю діточок. Згодом Серафіно, нарешті, вирішує повернутися в гори до своїх овець.
«Створюваний ним образ порівнянний з персонажами народної комедії — він простакуватий і лукавий, наївний і мудрий одночасно. У своїй роботі на екрані він продовжує розвивати характер героя своїх пісень, а головне — в їхній народності. Він настільки впевнено працює на знімальному майданчику, так намагається вдатися в усі нюанси кіновиробництва, що мені здається, він скоро сам стане режисером» — П'єтро Джермі про знімання Адріано Челентано у фільмі

## У ролях
- Адріано Челентано — Серафіно Фіорін
- Оттавія Пікколо — Лідія
- Саро Урці — дядько Адженноре
- Франческа Романа Колуцці — Азмара
- Неріна Монтаньяні — тітка Джезуїна
- Жозе Іпполіто — Рокко
- Бенжамін Лев — Армідо
- Наццарено Натале — Сіліо
- Ермелінда Де Феліче — Арміда, дружина Адженноре
- Оресте Палелла — адвокат

## Знімальна група
- Режисер — П'єтро Джермі
- Оператор — Аяче Паролін
- Сценарій — Леонардо Бенвенуті, П'єро де Бернарді, П'єтро Джермі
- Музика — Карло Рустікеллі
- Продюсери — П'єтро Джермі, Анджело Ріццолі

## Кінокритика
«Найважливішою подією в кар'єрі Челентано була участь у фільмі режисера П'єтро Джермі „Серафіно“ (1968). Це був єдиний раз, що він знімався під керівництвом великого режисера (у Фелліні адже він тільки співав), причому виконував головну і вельми важку роль. І результати були вражаючі: Адріано створив близький своєму "іміджу" образ простого сільського хлопця, що ховає під напускною придуркуватістю, неотесаністю природний гострий розум, глузливу іронію, шляхетність. Його герой не сприймає брехню, лицемірство, жадібність, користолюбство. Вище всього для нього любов, щира дружба, веселощі. Отримавши спадок, Серафіно роздає гроші односельцям, спускає з укосу автомобіль (ось потіха, як він впаде в яр!), приводить до хати не розважливу наречену, яка дивиться на спадщину, а легковажну жінку з безліччю діточок…

Коли „Серафіно“ вийшов у нас в прокат, не всі зрозуміли думку фільму, деяких глядачів шокували манери і зовнішність героя, його лахміття і солоні жарти. На сторінках „Радянського екрану“ я тоді намагався пояснити, що Серафіно не такий простий, як здається: образ, втілений Челентано, був сміливим для Італії викликом жадібному і бездуховному "суспільству споживання", буржуазному лицемірству… Подумати тільки, як змінюється сприйняття глядачів! Хто тепер повірить, що доводилося брати Челентано під захист від глядачів!» — радянський кінокритик Георгій Богемський, збірка щорічника «Екран» (1986)

## Нагороди
Фільм був «Серафіно» нагороджений Золотим призом на VI Московському міжнародному кінофестивалі (1969).